# Шрум
Шрум (нем. Schrum) — община в Германии, в земле Шлезвиг-Гольштейн. 
Входит в состав района Дитмаршен. Подчиняется управлению КЛьГ Альберсдорф.  Население составляет 74 человека (на 31 декабря 2010 года). Занимает площадь 5 км².